# Parakrithella oblongata
Parakrithella oblongata is een mosselkreeftjessoort uit de familie van de Krithidae. De wetenschappelijke naam van de soort is voor het eerst geldig gepubliceerd in 1978 door Hu.